# Yikes
«Yikes» — пісня американського репера Каньє Веста, випущена 8 червня 2018 року як перший сингл з його восьмого студійного альбому Ye. Вона спродюсована Каньє Вестом, а співпродюсерами стали Майк Дін, П’єр Борн і Апекс Мартін.
«Yikes» було представлено на радіостанціях Великобританії та США як провідний сингл із Ye 8 та 11 червня 2018 року відповідно, причому обидва релізи вийшли через GOOD Music і Def Jam. Незважаючи на те, що альбом дебютував без синглу, Каньє Вест вирішив випустити пісню як головний сингл у Сполучених Штатах, оскільки йому довелося вибрати одну для просування. Текст пісні містить розповідь Веста про наркотики і популярність в світлі його нервового зриву в 2016 році, який змусив його припинити свій тур Saint Pablo Tour, а в кінці пісні він говорить про свій біполярний розлад.
Сингл отримав загалом позитивні відгуки від музичних критиків. Більшість із них високо оцінили її продакшн, при цьому деякі критики проводили порівняння між піснею та попередніми роботами Веста, тоді як інші хвалили чесність ліричного змісту. «Yikes» досягла восьмої позиції в американському чарті Billboard Hot 100, що стало першим випадком, коли Каньє Вест потрапив до топ-10 чарту з сольним треком з 2008 року. Пісня також увійшла до топ-10 канадського Hot 100 і UK Singles Chart. 14 серпня 2019 року вона отримала платиновий статус у США від Асоціації звукозаписної індустрії Америки (RIAA).

## Чарти
| Чарт (2018)                                 | Пікова позиція |
| ------------------------------------------- | -------------- |
| Австралія (ARIA)                            | 18             |
| Австрія (Ö3 Austria Top 75)                 | 44             |
| Канада (Canadian Hot 100)                   | 6              |
| Чехія (Singles Digitál Top 100)             | 33             |
| Данія (Tracklisten)                         | 32             |
| Франція (SNEP)                              | 68             |
| Німеччина (Media Control AG)                | 84             |
| Греція International Digital Singles (IFPI) | 17             |
| Угорщина (Single Top 40)                    | 34             |
| Угорщина (Stream Top 40)                    | 21             |
| Ірландія (IRMA)                             | 16             |
| Нідерланди (Mega Single Top 100)            | 77             |
| Нова Зеландія (RIANZ)                       | 11             |
| Португалія (AFP)                            | 30             |
| Шотландія (Official Charts Company)         | 83             |
| Словаччина (Singles Digitál Top 100)        | 13             |
| Швеція (Sverigetopplistan)                  | 73             |
| Швейцарія (Media Control AG)                | 32             |
| Велика Британія (Official Charts Company)   | 10             |
| Велика Британія (UK R&B Chart)              | 3              |
| США (Billboard Hot 100)                     | 8              |
| США (Hot R&B/Hip-Hop Songs) (Billboard)     | 7              |
| США (Rhythmic) (Billboard)                  | 25             |